# Wajima
Wajima (輪島市, Wajima-shi) é uma cidade localizada na Prefeitura de Ishikawa, no Japão. Desde 31 de janeiro de  2018, a cidade tinha uma população estimada de 27.698 pessoas em 12.768 domicílios, com uma densidade populacional de 65 pessoas por km². A área total da cidade é de 426,32 km².

## Geografia
Wajima está localizada na costa noroeste da Península de Noto e é banhada pelo Mar do Japão ao norte e oeste. Partes da cidade estão dentro dos limites do Parque Quase-Nacional da Península de Noto. A ilha de Hegurajima, situada a 47 quilômetros da costa norte da Península de Noto, é administrativamente parte da cidade de Wajima.

### Municípios vizinhos
Prefeitura de Ishikawa: 
- Anamizu
- Noto
- Shika
- Suzu

### Clima
Wajima possui um clima continental úmido (Köppen Cfa) caracterizado por verões amenos e invernos frios com fortes nevascas. A temperatura média anual em Wajima é de 13,4 °C (56,1 °F). A precipitação média anual é de 2 300 mm (91 pol), com setembro sendo o mês mais chuvoso. As temperaturas mais altas ocorrem, em média, em agosto, com cerca de 25,6 °C (78,1 °F), e as mais baixas em janeiro, com cerca de 2,9 °C (37,2 °F).
| Dados climáticos para Wajima (1991−2020 média, máximos 1929−presente) | Dados climáticos para Wajima (1991−2020 média, máximos 1929−presente) | Dados climáticos para Wajima (1991−2020 média, máximos 1929−presente) | Dados climáticos para Wajima (1991−2020 média, máximos 1929−presente) | Dados climáticos para Wajima (1991−2020 média, máximos 1929−presente) | Dados climáticos para Wajima (1991−2020 média, máximos 1929−presente) | Dados climáticos para Wajima (1991−2020 média, máximos 1929−presente) | Dados climáticos para Wajima (1991−2020 média, máximos 1929−presente) | Dados climáticos para Wajima (1991−2020 média, máximos 1929−presente) | Dados climáticos para Wajima (1991−2020 média, máximos 1929−presente) | Dados climáticos para Wajima (1991−2020 média, máximos 1929−presente) | Dados climáticos para Wajima (1991−2020 média, máximos 1929−presente) | Dados climáticos para Wajima (1991−2020 média, máximos 1929−presente) | Dados climáticos para Wajima (1991−2020 média, máximos 1929−presente) |
| Mês                                                                   | Jan                                                                   | Fev                                                                   | Mar                                                                   | Abr                                                                   | Mai                                                                   | Jun                                                                   | Jul                                                                   | Ago                                                                   | Set                                                                   | Out                                                                   | Nov                                                                   | Dez                                                                   | Ano                                                                   |
| --------------------------------------------------------------------- | --------------------------------------------------------------------- | --------------------------------------------------------------------- | --------------------------------------------------------------------- | --------------------------------------------------------------------- | --------------------------------------------------------------------- | --------------------------------------------------------------------- | --------------------------------------------------------------------- | --------------------------------------------------------------------- | --------------------------------------------------------------------- | --------------------------------------------------------------------- | --------------------------------------------------------------------- | --------------------------------------------------------------------- | --------------------------------------------------------------------- |
| Recorde alta °C (°F)                                                  | 17.1 (62.8)                                                           | 22.8 (73)                                                             | 24.1 (75.4)                                                           | 29.0 (84.2)                                                           | 32.5 (90.5)                                                           | 32.8 (91)                                                             | 38.2 (100.8)                                                          | 37.5 (99.5)                                                           | 38.6 (101.5)                                                          | 31.6 (88.9)                                                           | 26.5 (79.7)                                                           | 21.5 (70.7)                                                           | 38.6 (101.5)                                                          |
| Média alta °C (°F)                                                    | 6.4 (43.5)                                                            | 7.0 (44.6)                                                            | 10.5 (50.9)                                                           | 16.0 (60.8)                                                           | 20.9 (69.6)                                                           | 24.0 (75.2)                                                           | 28.2 (82.8)                                                           | 30.1 (86.2)                                                           | 26.3 (79.3)                                                           | 21.0 (69.8)                                                           | 15.1 (59.2)                                                           | 9.4 (48.9)                                                            | 17.91 (64.23)                                                         |
| Média diária °C (°F)                                                  | 3.3 (37.9)                                                            | 3.4 (38.1)                                                            | 6.1 (43)                                                              | 11.1 (52)                                                             | 16.1 (61)                                                             | 20.0 (68)                                                             | 24.4 (75.9)                                                           | 25.9 (78.6)                                                           | 22.0 (71.6)                                                           | 16.3 (61.3)                                                           | 10.8 (51.4)                                                           | 5.9 (42.6)                                                            | 13.78 (56.78)                                                         |
| Média baixa °C (°F)                                                   | 0.4 (32.7)                                                            | 0.0 (32)                                                              | 1.7 (35.1)                                                            | 6.0 (42.8)                                                            | 11.4 (52.5)                                                           | 16.3 (61.3)                                                           | 21.2 (70.2)                                                           | 22.2 (72)                                                             | 18.1 (64.6)                                                           | 11.9 (53.4)                                                           | 6.7 (44.1)                                                            | 2.5 (36.5)                                                            | 9.87 (49.77)                                                          |
| Recorde baixa °C (°F)                                                 | −10.4 (13.3)                                                          | −10.2 (13.6)                                                          | −7.3 (18.9)                                                           | −4.0 (24.8)                                                           | 0.4 (32.7)                                                            | 7.1 (44.8)                                                            | 10.3 (50.5)                                                           | 13.0 (55.4)                                                           | 6.8 (44.2)                                                            | 1.5 (34.7)                                                            | −1.4 (29.5)                                                           | −6.5 (20.3)                                                           | −10.4 (13.3)                                                          |
| Média precipitação mm (pol.)                                          | 219.2 (8.63)                                                          | 139.6 (5.496)                                                         | 138.6 (5.457)                                                         | 121.6 (4.787)                                                         | 115.6 (4.551)                                                         | 155.8 (6.134)                                                         | 199.6 (7.858)                                                         | 176.8 (6.961)                                                         | 214.5 (8.445)                                                         | 171.1 (6.736)                                                         | 231.5 (9.114)                                                         | 278.4 (10.961)                                                        | 2 162,3 (85,13)                                                       |
| Queda de neve média cm (pol.)                                         | 54 (21.3)                                                             | 42 (16.5)                                                             | 8 (3.1)                                                               | 0 (0)                                                                 | 0 (0)                                                                 | 0 (0)                                                                 | 0 (0)                                                                 | 0 (0)                                                                 | 0 (0)                                                                 | 0 (0)                                                                 | 0 (0)                                                                 | 18 (7.1)                                                              | 121 (47.6)                                                            |
| Média de dias de precipitação (≥ 1.0 mm)                              | 23.1                                                                  | 17.8                                                                  | 15.5                                                                  | 10.9                                                                  | 9.9                                                                   | 9.7                                                                   | 11.5                                                                  | 9.4                                                                   | 12.2                                                                  | 12.8                                                                  | 17.3                                                                  | 22.3                                                                  | 172.4                                                                 |
| Média de dias ensolarados (≥ 3 cm)                                    | 5.8                                                                   | 4.8                                                                   | 1.1                                                                   | 0                                                                     | 0                                                                     | 0                                                                     | 0                                                                     | 0                                                                     | 0                                                                     | 0                                                                     | 0                                                                     | 2.6                                                                   | 14.3                                                                  |
| Média umidade relativa (%)                                            | 74                                                                    | 73                                                                    | 70                                                                    | 70                                                                    | 72                                                                    | 79                                                                    | 81                                                                    | 79                                                                    | 79                                                                    | 76                                                                    | 75                                                                    | 75                                                                    | 75.3                                                                  |
| Média mensal horas de sol                                             | 41.8                                                                  | 68.7                                                                  | 132.2                                                                 | 185.8                                                                 | 208.7                                                                 | 161.5                                                                 | 158.3                                                                 | 203.2                                                                 | 142.8                                                                 | 139.3                                                                 | 89.7                                                                  | 47.9                                                                  | 1 580,1                                                               |
| Fonte: Japan Meteorological Agency                                    |                                                                       |                                                                       |                                                                       |                                                                       |                                                                       |                                                                       |                                                                       |                                                                       |                                                                       |                                                                       |                                                                       |                                                                       |                                                                       |

## Demografia
De acordo com os dados do censo japonês, a população de Wajima reduziu aproximadamente 50% nos últimos 50 anos.

## História
A área de Wajima fazia parte da antiga Província de Noto e era um porto importante para o comércio com o continente asiático. Durante o Período Sengoku (1467–1568), a região foi disputada entre os clãs Hatakeyama, Uesugi e Maeda, tornando-se parte do Domínio de Kaga sob o Xogunato Tokugawa no Período Edo. Continuou sendo um porto significativo para o comércio costeiro de Kitamaebune entre Osaka e Hokkaido.